# Етнографски музей "Чирпанлиевата къща"

## Географско положение
Град Шипка се намира далеч от шумните улици и натовареното ежедневие.  Разположен е на 12км. северно от Казанлък и на 37 км. южно от Габрово, в основата на южния склон на Централна Стара планина под небезизвестния вр. Шипка (Столетов). От Шипка започва и “Pозовата долина”, наричана също “Долината на тракийските царе”, поради многобройните археологически открития от последните 20 години. В Шипка е направено и първото историческо залесяване от известния френски лесовъд Феликс Вожели, изпратен в България за да съдейства за борбата с ерозията и пороите. Тракийските могили и светилища, природните дадености, както и историческите събития от най-новата история на България, превръщат гр. Шипка и района наоколо в притегателен център за посещения.

## История
В миналото Шипка е бил малко занаятчийско селище, запазила типично българския дух и характер на времето. В днешно време градът все още пази своите ценности и традиции. В центъра на Шипка се намира Етнографски комплекс “Чирпанлиевата къща”. Сърцето на комплекса представлява възрожденска къща, възстановена през 1884г. година след големия пожар от 1877 г. , който поглъща цялата стара възрожденска Шипка. Къщата е паметник на културата от местно значение и една от малкото запазени възрожденски къщи в града. Създадена като етнографски музей през 1972, днес къщата показва предметите от традиционната  материална и духовна култура от епохата на Възраждането. На първия етаж са показани два от типичните за Шипка  занаяти - ножарство и свиркарство, а на втория е пресъздаден характерния шипченски бит от  19 - ти век и началото на 20- ти век.
Кухнята с традиционното огнище /оджак/в ъгъла, водникът до него, долапите, полиците със саханите и софрата. До нея е спалнята с красивата чугунена печка. На ниския одър, покрит с козяци е нощувало цялото семейство.
В гостната с алафрангата  и миндерите, домакините са посрещали по-представителните гости. Салонът, свързващ всички стаи с "джамлъка," който в топлите месеци е отворен към двора, също се е използвал за посрещане на гости и водене на разговори.
В "работната" стая на дървения стан стопанката на къщата е тъкала всичко необходимо за обличане на домочадието и приготвяла тъканите за цялата къща.

## Дейности
Етнографския комплекс “Чирпанлиевата къща” се поддържа и развива от Народно Читалище “Светлина-1861” като средище и пространство за запазване и предаване на младите на автентичните местни занаяти, традиции и култура. Благодарение на проектно финансиране от Национален фонд култура и партньорството с фондация “Отворен интелект - OPEN MIND” по програма Еразъм+  чрез нови инициативи - Школó по занаяти “Постоянството постига идеята”, ежегоден Ножарски събор (втората събота и неделя на юли) и ежегодния фестивал на изкуствата и занаятите “Шипка фест, който се провежда септември като привлича майстори-занаятчии и музиканти от всички краища на България. По време на фестивалът посетителите имат възможност да се насладят на богата музикална и културна програма, занаятчийски работилници и арт базар. “Шипка фест” е едно от най-цветните и колоритни събития, които се случват в района и с всяка година програмата и посетителите растат все повече. Не пропускайте да проверите тазгодишните дати на информационния портал https://shipka.info .